# Sophiendal (Utterslev Sogn)
Sophiendal er en lille sædegård, som er dannet i 1820 ved sammenlægning af flere mindre gårde. Gården ligger i Utterslev Sogn, Lollands Nørre Herred, Maribo Amt, Ravnsborg Kommune.
Sophiendal Gods er på 349,9 hektar med Torpgård og Frederiksminde

## Ejere af Sophiendal
- (1820-1844) Lauritz Theodor Larsen
- (1844-1854) Adolph Wilhelm Nørregaard
- (1854-1883) Møller Ferdinand Raahauge
- (1883-1907) Harald Johannes Buch
- (1907-1909) Jørgen Helletoft Skafte
- (1909-1918) P. Musse
- (1918) S. P. Pedersen / Larsen
- (1918-1922) Axel Nielsen
- (1922-1960) Thorvald Rasmussen
- (1960-1995) Erik Høegh
- (1995-) Charlotte Eriksdatter Høegh